# Луи I дьо Шалон-Арле
Луи I дьо Шалон-Арле (на френски:Louis I de Chalon-Arlay) е френски благородник от Дом Шалон-Арле, кръстоносец и участник в похода на граф Амадей VI Савойски срещу България.

 Луи I дьо Шалон-Арле(1337– † 1366) е втория син на Жан II дьо Шалон-Арле († 1362) и Маргарет дьо Мело († 1350). През 1360 г., заедно с брат си Юг II дьо Шалон-Арле, подкрепя Хенрих дьо Монфокон, граф на Монбелиар в борбата му срещу големите компании. Особено се отличава при отбраната на Витто и Ил-су-Монреал. През 1366г. заедно с Юг се включва в кръстоносния поход организиран от техния родственик Амадей VI Савойски. Луи I дьо Шалон-Арле умира на 22.10.1366г. в бой с българите при обсадата на Месембрия. Заради участието си в похода получава прозвището „Задморски“.

## Фамилия
Луй се жени за Маргарет дьо Виен, дъщеря на Филип III дьо Виен, владетел на Пиемонт. От нея има двама синове:
- Жан III дьо Шалон-Арле. През 1377г той наследява чичо си Юг II дьо Шалон-Арле, който няма деца.
- Хенрих дьо Шалон-Арле. Загива през 1396г. в битката при Никопол.